# Сольмизация
Сольмиза́ция (итал. solmisazione — по названию ступеней гвидонова гексахорда соль и ми; также итал. solfisazione от позднелат. solfisatio) — способ распева мелодий с помощью условных слогов, назначенных для каждой ступени (главным образом, диатонического) звукоряда. В основе сольмизации лежит мнемоническое ассоциирование отношения отдельных ступеней звукоряда с комбинацией таких слогов; в наиболее частом случае используются слоги ut (с XVII века в части европейских стран заменён на do), re mi fa sol la si. Иногда слово «сольмизация» понимают как синоним слова сольфеджио.

## Общая характеристика
Сольмизационные слоги ut, re, mi, fa, sol, la заимствованы Гвидо (в «Письме о незнакомом распеве», ок. 1030) из первой строфы гимна св. Иоанну «Ut queant laxis» (стихи Павла Диакона), при распеве которого начальные слоги стихотворных строк попадают на ступени восходящего натурального гексахорда, в латинской буквенной нотации C-D-E-F-G-A:
| лат. оригинал                                                                                           | слав. перевод                                                                                         | рус. перевод                                                                                       |
| --- | --- | -------------------------------------------------------------------------------------------------- |
| Ut queant laxis Resonare fibris Mira gestorum Famuli tuorum Solve polluti Labii reatum Sancte Iohannes. | Да возможем хвалити чудеса, Боже наш, святых Твоих раби Твои, развяжи устен скверных прегрешения узы. | Чтобы в полный голос Смогли воспеть рабы Твоих деяний чудеса, Сними грех с [их] уст, Святой Иоанн. |

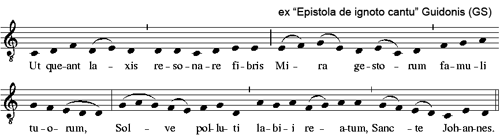

В практике сольмизации основным наглядным пособием начиная с XII века служила так называемая Гвидонова рука.
В XVII веке сольмизация по гексахорду Гвидо уступила место распеву гептахорда, рассматривавшегося как более естественный и логичный аналог октавных звукорядов европейских ладов. В российской практике музыкального образования (как и в некоторых других европейских практиках) вместо оригинального гвидонова слога ut употребляется слог do, а последнюю ступень гептахорда принято распевать на слог si.

### Слог do
Введение слога do вместо ut для первой ступени гептахорда традиционно приписывается итальянскому теоретику музыки Дж. Б. Дони, в его труде (на французском языке) «Nouvelle introduction de musique» (1640). Эта атрибуция восходит к (чрезвычайно популярному в своё время) трактату «Практический музыкант» Дж. М. Бонончини (1678), который объяснял происхождение этого слога первым слогом имени Дони. Согласно другой точке зрения, слог do использовал уже Пьетро Аретинский в 1536 году, производивший его из первого слога слова Dominus.

### Слог si
Слог si для седьмой ступени гептахорда, как принято считать, был получен из последней строки гимна св. Иоанну (Sancte Iohannes). По всей вероятности, он был «открыт» и внедрён в педагогическую практику в Нидерландах, во второй половине XVI века. Один источник (Ф. Сверт. Athenae Belgicae, 1628) приписывает эту заслугу фламандцу Хуберту Вальранту (расцвет творческой деятельности — 2-я половина XVI века), другой (Л. Цаккони. «Музыкальная практика», 1622) — некоему Ансельму Фламандскому, работавшему в Мюнхене при дворе герцога Вильгельма, не ранее 1574 года. Орландо Лассо, со слов которого Цаккони пересказывает историю внедрения si, отнёсся к нововведению как к странной причуде:

В наши дни некоторые мужи острого ума, желая облегчить учащимся сольфеджирование, стали добавлять слова и слоги к названным ut re mi fa sol la, дабы сольфеджировать в мелодии восхождение на октаву, не прибегая ни к какой мутации. Один из таких — Дон Ансельм, фламандский музыкант почтеннейшего герцога баварского, моего господина. Орландо Лассо — придворный капельмейстер в годы, когда я там (в Мюнхене) был, — рассказывал мне, что Ансельм привязал два слога — si и ho — к звукоряду ut re mi fa sol la, чтобы сольфеджировать октаву, не прибегая к мутации. По его (Лассо) словам, было смешно слушать, как мелодию сольфеджируют слогами si и ho. Особенно певчих забавляло сольфеджировать мелкие ноты в диминуциях (crome in sminuiture) с применением si и ho. Закончив петь, они не могли удержаться от хохота из-за инородных si и ho, вставленных вышеназванным музыкантом посреди привычных ut re mi fa sol la.— Lodovico Zacconi. Prattica di musica. Parte 2, I.10
Введение слога si активно обсуждалось в начале XVII века в трактатах немцев И. Бурмейстера (Musicae practicae sive artis canendi ratio, 1601) и З. Кальвизия (Exercitatio musica tertia, 1611, p. 16-23), а также во французских трудах (преимущественно музыкально-дидактической направленности) XVII века. Э. Лулье в своём учебнике элементарной теории музыки 1696 года писал, что si было введено «30 или 40 лет назад». В популярном музыкальном словаре С. де Броссара (1703) написано, что слог si был установлен 40-50 лет назад.
Существовали и другие слоги для распевания седьмой ступени гептахорда. Например, Дони предлагал (в том же «Nouvelle introduction de musique», 1640) для этой цели слог bi.

### Абсолютная и относительная сольмизация
Различают абсолютную сольмизацию (за каждой «абсолютной высотой» октавного диатонического звукоряда закреплён слог: C распевается как «до», D как «ре», E как «ми» и т. д.) и относительную сольмизацию (модальный принцип: за каждой ступенью тетрахорда, гексахорда, гептахорда фиксированной структуры закрепляется определённый слог). В средневековой и ренессансной Европе практиковалась только относительная сольмизация. В российском музыкальном образовании 20-21 вв. практикуется только абсолютная сольмизация.
Иногда сольмизацией называют также ритмизованное чтение нот без интонирования.

## Una nota super la
В практике сольмизационного преподавания использовались различные мнемонические стихи. Один из самых известных — «Una nota super la semper est canendum fa» («одной нотой над ля следует всегда петь фа») — предписывает петь полутон (а не тон) при ходе голоса a-la b-fa (a-la), т.е. a-b-a. Несмотря на кажущуюся (музыковедам) древность стиха, инструкция на самом деле появилась в XVI—XVII веках, как, например, в третьем томе трактата Syntagma musicum (1619) М. Преториуса: «unica notula ascendente super la semper est canendum esse fa». Примерно в то же время (в трактате «Compendium musicae», 1618) правило упоминает Р. Декарт («dum una duntaxat nota supra la elevatur, illi b molle solet affigi»). 
В более удалённой от распространённого стиха форме правило встречается в трактатах XVI века, например, в «Учебнике» (Enchiridion, 1518) Георга Рау: «Attamen in cantilenis primi et secundi tonorum ultra la, ad secundam tantum procedendo, semper fa canitur. Et hoc, si cantus mox relabitur ad F fa ut. Si vero non, mi cantetur, ut vides in hymno Ave maris stella». Из этого расширенного объяснения ясно, что речь идёт об избегании (нисходящего) тритона в прямом движении (h-a-g-f). В случае, если такой опасности нет (как в гимне Ave maris stella первого тона), над la можно петь и mi.

## Другие системы сольмизации
Сольмизация как принцип привязки слогов к ступеням типовых звукорядов (например, тетрахордов) существовала и в других музыкальных культурах — у арабов, индусов, китайцев, византийцев (ранневизантийская сольмизация вкратце изложена в трактатах Аристида Квинтилиана и Анонима 3 Беллермана).
Во второй половине XVI века фламандскими музыкантами была разработана семиступенная октавная сольмизация со слогами bo ce di ga lo ma ni (первые шесть соответствуют гвидоновым воксам ut re mi fa sol la). Ф. Сверт приписывал эту заслугу (как и введение слога Si, см. выше) своему учителю Хуберту Вальранту; Зет Кальвизий, с конца XVI века активно продвигавший этот метод в Германии, также указывал на Фландрию. Описанный метод сольмизации в англоязычной литературе именуется «боцедизацией» (англ. bocedization).